# Buciegas
Buciegas – gmina w Hiszpanii, w prowincji Cuenca, w Kastylii-La Mancha, o powierzchni 9,01 km². W 2011 roku gmina liczyła 49 mieszkańców.